# 科朗德尔-坎卡尔农
科朗德尔-坎卡尔农（法語發音：[kɔlɑ̃dʁ kɛ̃kaʁnɔ̃]）是法国厄尔省的一个市镇，位于该省中部偏西南，属于埃夫勒区。

## 历史
该市镇于1837年由原市镇科朗德尔（Collandres）和坎卡尔农（Quincarnon）合并而成，合并后的新市镇名称仍为“科朗德尔”，直到1914年才更名为今天的“科朗德尔-坎卡尔农”（Collandres-Quincarnon）

## 地理
科朗德尔-坎卡尔农（48°59'46"N, 0°51'9"E）面积7.98 平方千米，位于法国诺曼底大区厄尔省，该省份为法国北部内陆省份，北起滨海塞纳省，西接奧恩省和卡爾瓦多斯省，南至厄尔-卢瓦省，东临瓦兹省、瓦兹河谷省和伊夫林省。
与科朗德尔-坎卡尔农接壤的市镇（或旧市镇、城区）包括：贝维尔拉康帕涅、卢韦尔塞、罗米伊-拉皮特奈。

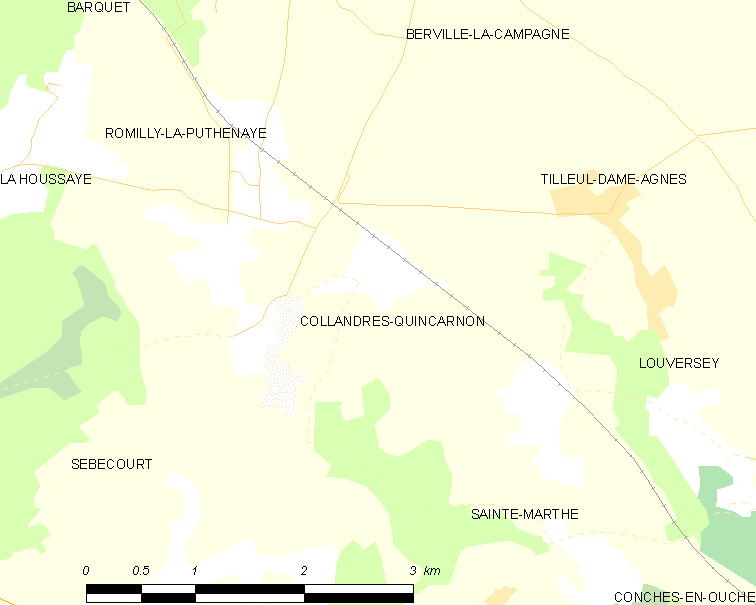
科朗德尔-坎卡尔农的OSM定位图

科朗德尔-坎卡尔农的时区为UTC+01:00、UTC+02:00（夏令时）。

## 行政
科朗德尔-坎卡尔农的邮政编码为27190，INSEE市镇编码为27162。

## 政治
科朗德尔-坎卡尔农所属的省级选区为乌什地区孔什县。

## 人口

1962-2008年间科朗德尔-坎卡尔农人口变化图示

科朗德尔-坎卡尔农于2022年1月1日时的人口数量为254人。